# Planinica (Mionica)
Pour les articles homonymes, voir Planinica.
Planinica (en serbe cyrillique : Планиница) est un village de Serbie situé dans la municipalité de Mionica, district de Kolubara. Au recensement de 2011, il comptait 236 habitants.

## Démographie
| 1948 | 1953 | 1961 | 1971 | 1981 | 1991 | 2002 | 2011 |
| ---- | ---- | ---- | ---- | ---- | ---- | ---- | ---- |
| 695  | 676  | 654  | 553  | 482  | 334  | 313  | 236  |

|  |